# Arrondissement de Baradères
Arrondissement de Baradères är ett arrondissement i Haiti.   Det ligger i departementet Nippes, i den västra delen av landet, 140 km väster om huvudstaden Port-au-Prince.